# Isochromodes jodea
Isochromodes jodea är en fjärilsart som beskrevs av Druce 1898. Isochromodes jodea ingår i släktet Isochromodes och familjen mätare. Inga underarter finns listade i Catalogue of Life.